# Trans-Eurasia Logistics

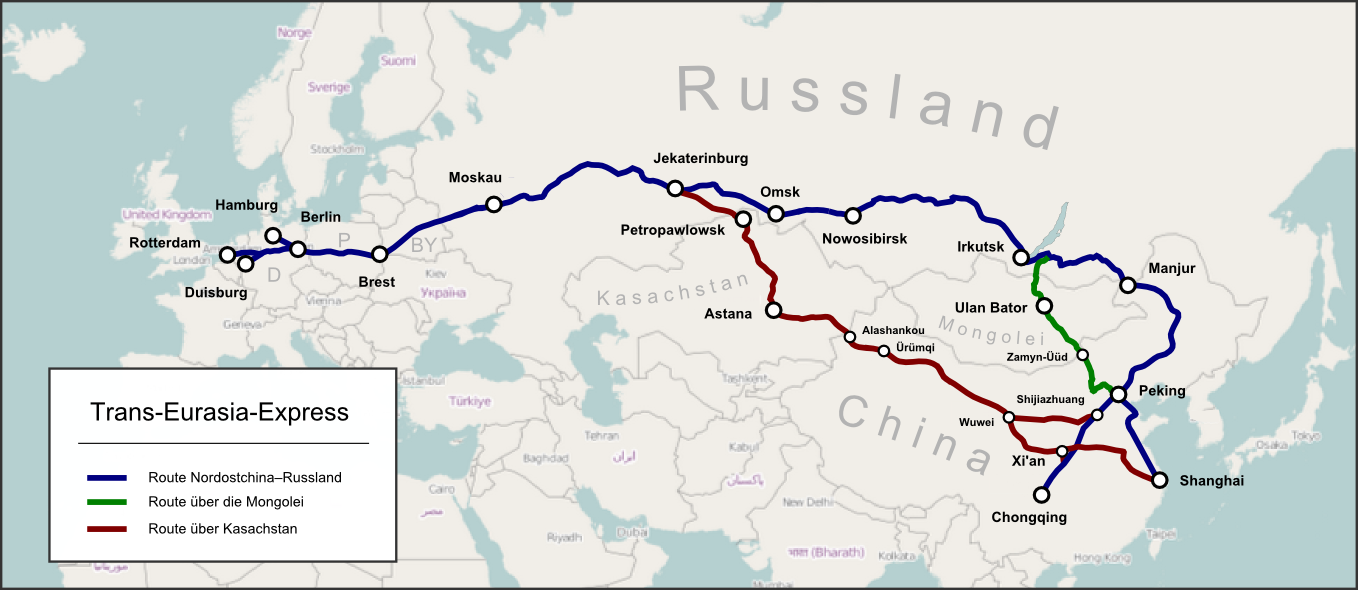
Trans-Eurasia Logistics

Trans-Eurasia Logistics est une coentreprise entre la Deutsche Bahn, la Kasachstan Temir Scholy, la China Railway Corporation et la Compagnie des chemins de fer russes, fondée en 2008
Elle permet à des trains de fret entre l'Allemagne et la Chine via la Russie, de réaliser ce trajet en dix-huit jours.